# Vera Michallek
Vera Michallek (República Federal Alemana, 3 de noviembre de 1958) es una atleta alemana retirada especializada en la prueba de 3000 m, en la que consiguió ser subcampeona europea en pista cubierta en 1988.

## Carrera deportiva
En el Campeonato Europeo de Atletismo en Pista Cubierta de 1988 ganó la medalla de plata en los 3000 metros, con un tiempo de 8:46.97 segundos, tras la neerlandesa Elly van Hulst  y por delante de la británica Wendy Smith-Sly.